# Tunnellüftung

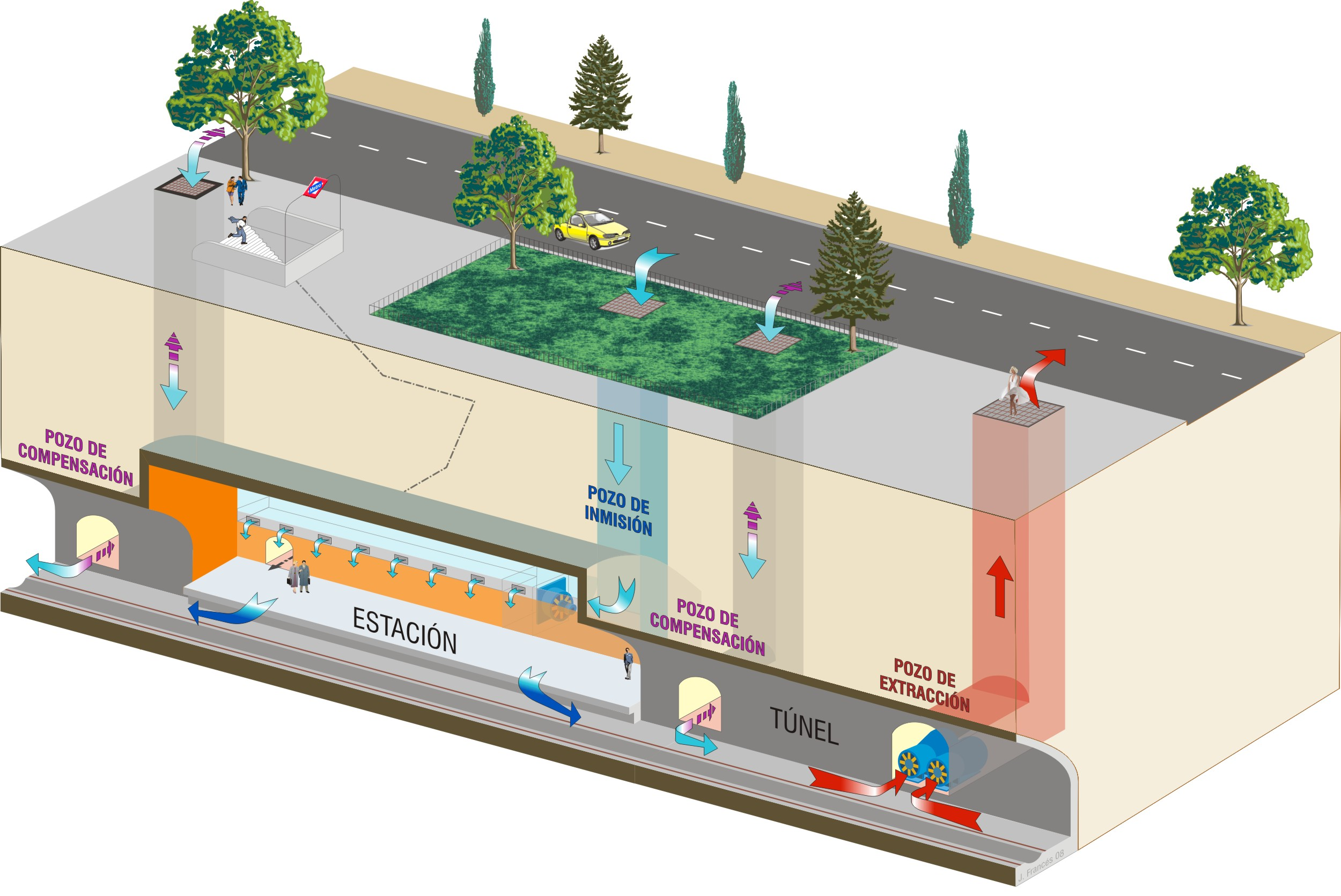
Lüftungsprinzip Tunnellüftung

Tunnellüftung ist die Be- und Entlüftung eines Tunnelbauwerkes oder eines tunnelähnlichen Bauwerkes, um die im Tunnelraum – zum Beispiel durch Autos – emittierten Schadstoffe abzuleiten und durch Frischluft zu ersetzen. Ein weiterer Aspekt ist die Entrauchung von Tunnelanlagen, um Leben zu retten.

## Geschichtliche Entwicklung

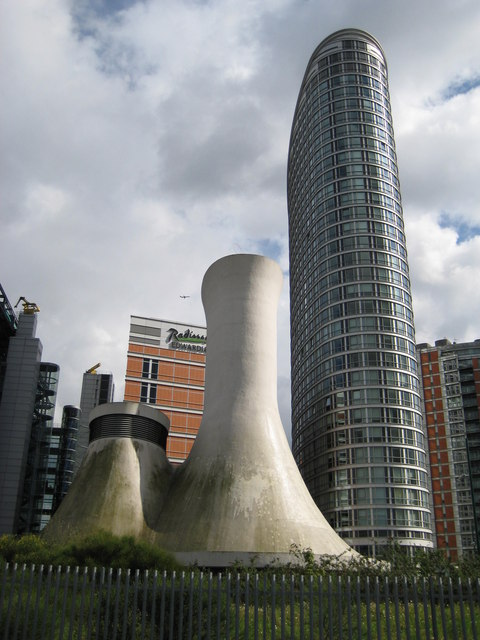
Tunnellüftung mit Außenluft- und Fortluftkamin auf einem Schacht zum darunter befindlichen Tunnel

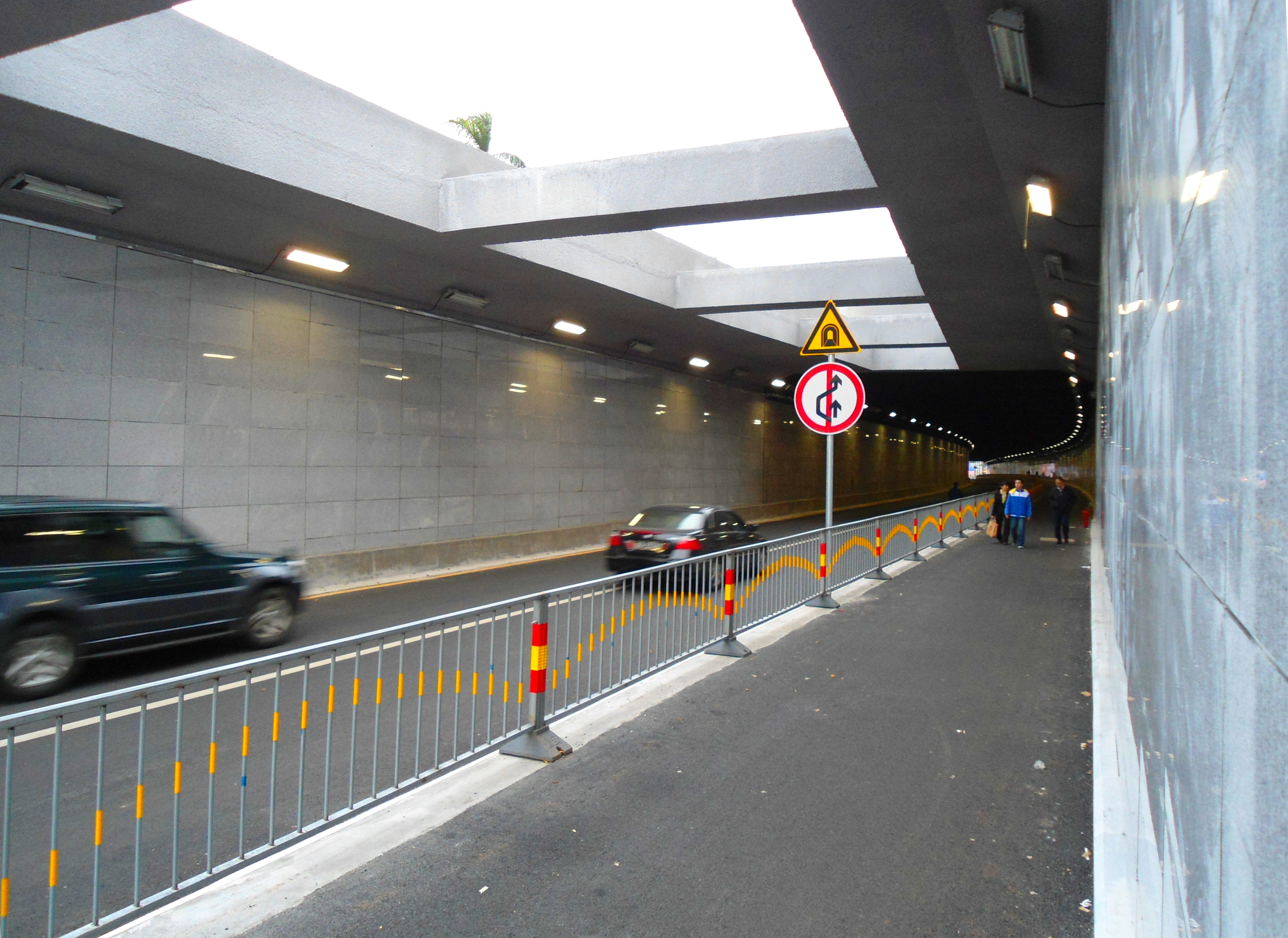
Offene Oberlichter als freie Tunnellüftung

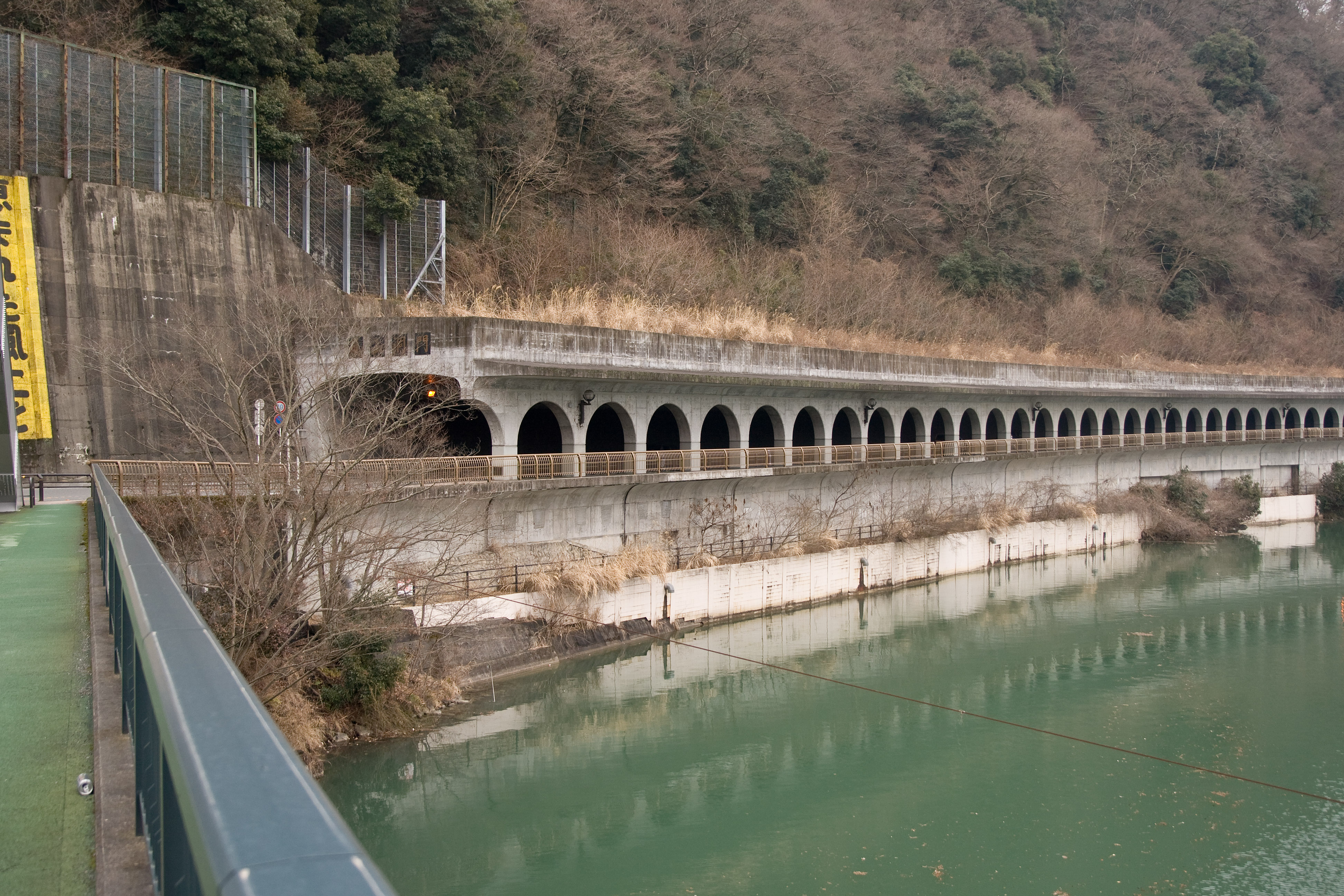
Seitlich offener Tunnel zur freien Tunnellüftung

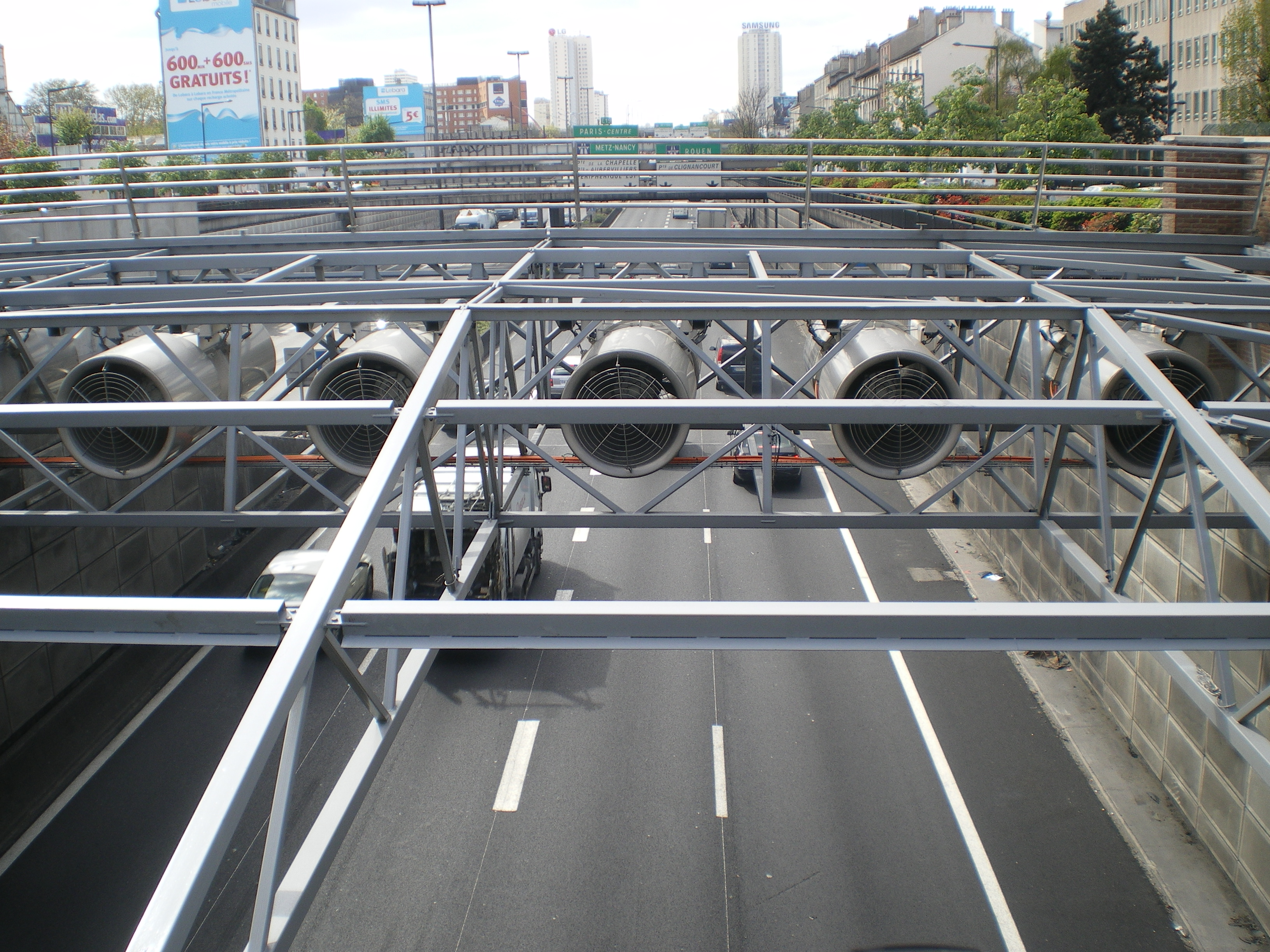
Zuluftventilatoren über dem Tunneleingang zur Belüftung des Tunnels

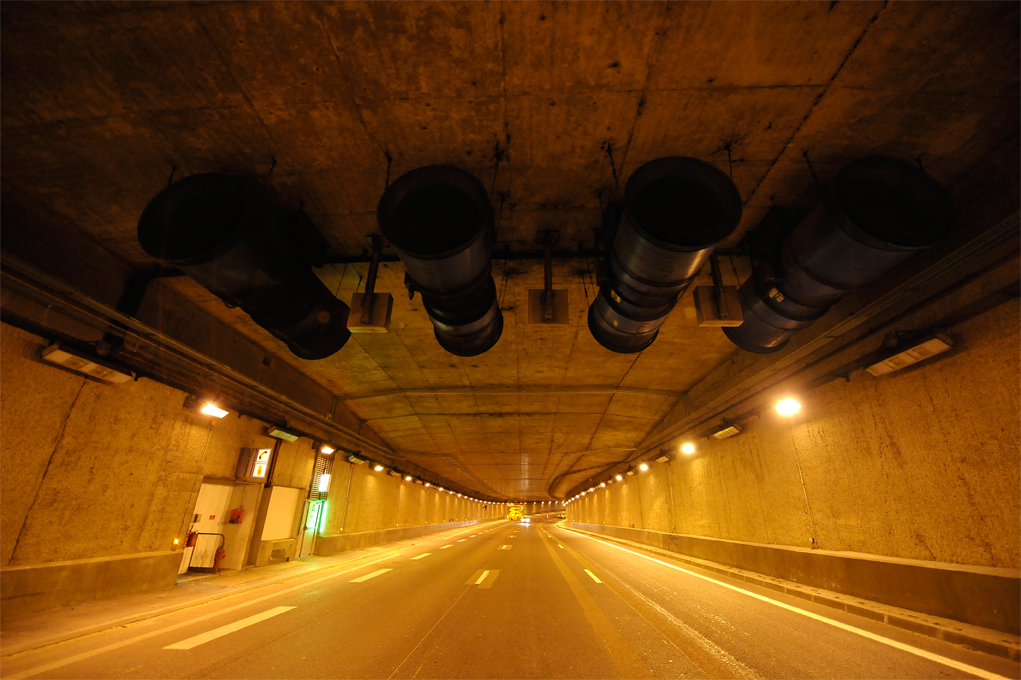
Ventilatoren in einem Auto-Tunnel als Tunnellüftung

In der Anfangszeit des Tunnelanlagenbaus wurden bei mittleren Tunnellängen Halbquerlüftungen, bei größeren Tunnellängen Vollquerlüftungen projektiert, in der Folgezeit auch kombinierte Halbquer-Vollquerlüftungen. In diesen Arten von Tunnelanlagen kommen Axial-Ventilatoren zum Einsatz.
Zu Beginn der zweiten Hälfte des 20. Jahrhunderts lief die Entwicklung einzelner Komponenten für Tunnelbelüftungsanlagen parallel zur Entwicklung von Gebläsen für Wärmekraftwerke, Grubenbewetterungsanlagen im Bereich des Bergbaus und Windkanalanlagen. Problematisch für die Konzeption der Systeme war die Einbeziehung von zum Teil nicht klar voraussehbaren Parametern wie Steigerung des Verkehrsaufkommens, voraussichtliche Schadstoffemissions- und Frischluftbedarfsmengen.

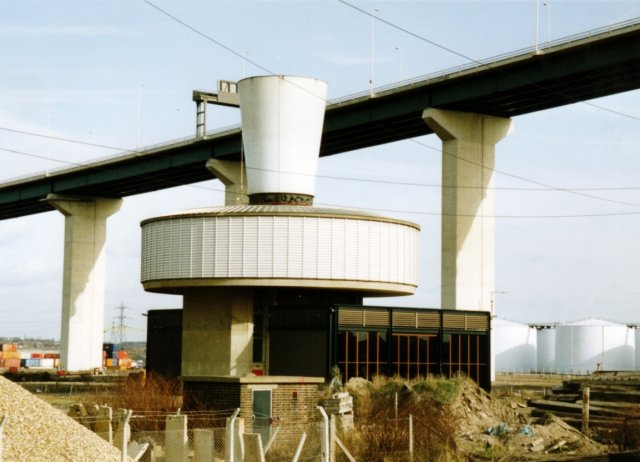
Aufgesetzter Abluftventilator auf dem Schacht zu einem darunter liegenden Tunnel, als Tunnelentlüftung

In jüngerer Zeit wurden insbesondere bei Tunneln bis zu drei Kilometern Baulänge Längslüftungen installiert. Längslüftungsanlagen haben verglichen mit anderen Systemen niedrigere Investitions-, Betriebs- und Wartungskosten. Bei Längslüftungsanlagen kommen Strahlventilatoren, auch als Jet-Ventilatoren bezeichnet, zum Einsatz, die einzeln oder in Gruppen in bestimmten Abständen an der Tunneldecke installiert werden. Der Abstand der Ventilatoren wird so gewählt, dass eine optimale Vermischung des Treibstrahls mit dem übrigen Tunnelstrom und eine gute Strömungsverteilung im Tunnelquerschnitt gewährleistet ist.

## Anforderungen

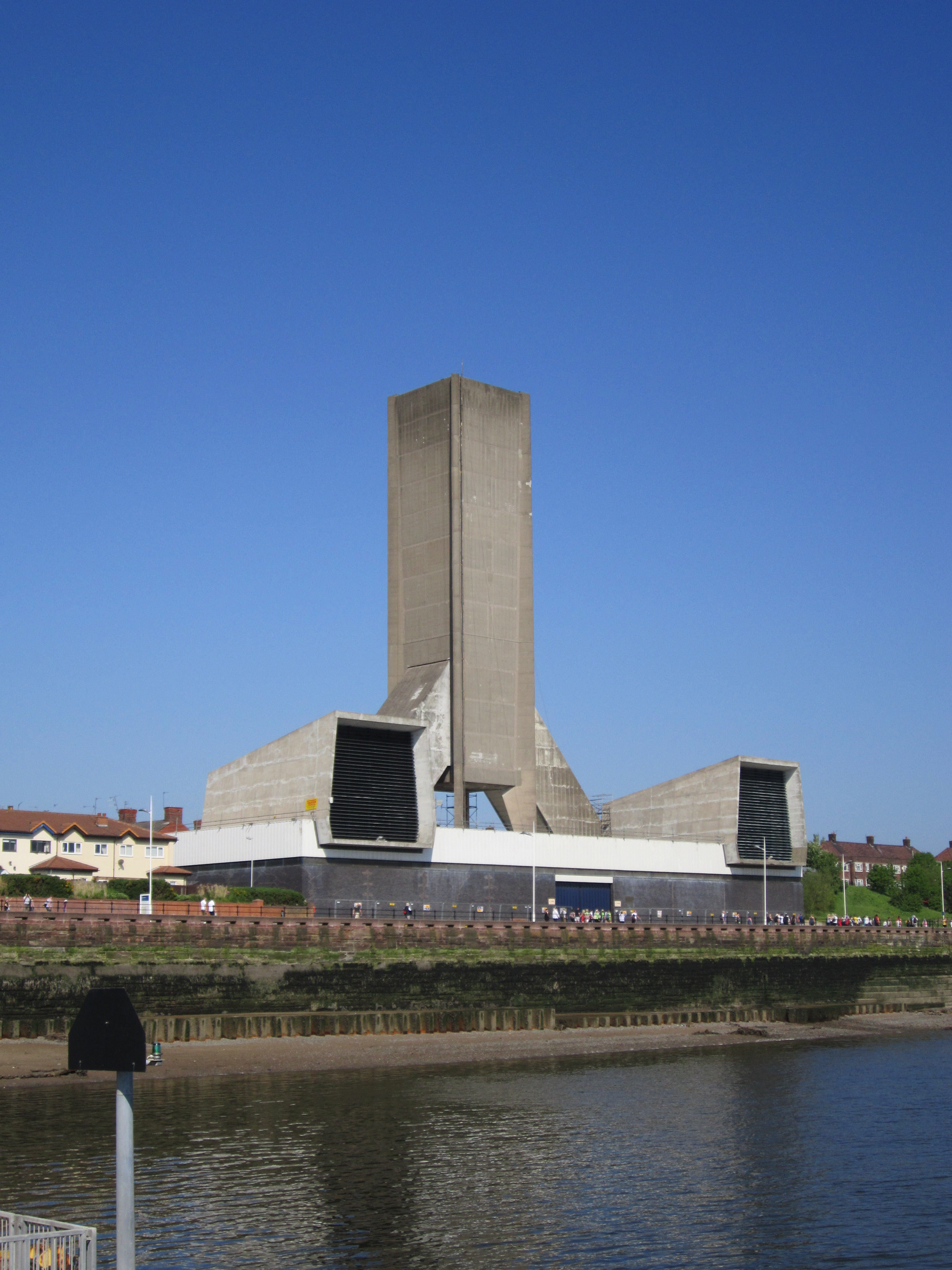
Außenluftansaugungen für einen Tunnel durch zwei Wetterschutzgitter und Fortluftaustritt über einen Fortluftkamin

Das Tunnelbelüftungssystem wird anhand der jeweiligen Gegebenheit des Tunnelbauwerkes festgelegt. Entscheidungskriterien bei der Konzeption sind neben der Länge des Tunnels insbesondere der Frischluftbedarf in Abhängigkeit von CO-, NOx, und Trübe-Emissionen sowie die Tunnellängsgeschwindigkeit unter Berücksichtigung geltender gesetzlicher Vorschriften und Richtlinien.
Zur Einhaltung der vorgeschriebenen Immissionswerte im Tunnel müssen der Frischluft- und der Abluftstrom kontinuierlich an die aktuellen Verkehrsverhältnisse angepasst werden. Zur Anpassung des Volumenstroms werden unterschiedliche Regelungsmöglichkeiten eingesetzt. Die Ventilatoren sind drehzahlgeregelt mit der Möglichkeit, Laufschaufeln hydraulisch zu verstellen.
Tunnelbelüftungsanlagen haben auch eine wichtige Bedeutung für Brandfälle. Die Anforderungen und die Bemessung, das Brandfall-Lüftungskonzept und die Temperaturfestigkeit der Lüftungsanlage sind in den Richtlinien für die Ausstattung und den Betrieb von Straßentunneln (RABT) geregelt. Z. B. müssen Absaugventilatoren und Absaugklappen, mit deren Hilfe Rauch aus dem Fahrraum abgesaugt wird, auf eine Temperaturfestigkeit von mindestens 400 °C bei mindestens 90 Minuten Funktionstüchtigkeit ausgelegt sein.

## Freie/natürliche Lüftung
Tunnelanlagen werden zumeist so konzipiert und gebaut, dass die freie Lüftung, also die Lüftung durch natürliche Thermik oder Windlast, stets gewahrt wird. Die Querlüftung ist bei kurzen Tunnelanlagen die gebräuchlichste Lüftungsform. Oberirdische Tunnelanlagen verfügen meistens über Dachaufsätze oder Oberlichter, durch die die Dachaufsatzlüftung oder Fensterlüftung realisiert wird.

## Tunnelbelüftung
Tunnelanlagen sind meistens unterirdische Bauwerke, die stets mit Feuchtigkeit, Temperaturunterschieden (Kondenswasserbildung) und Schadstoffbelastungen zu tun haben. Die Belüftung eines Tunnels durch eine lüftungstechnische Anlage dient somit einerseits der Entfeuchtung des Tunnelbauwerkes und andererseits zur Verbesserung der Atemluftqualität. Da manche Tunnel einige Kilometer lang sind, ist es für jeden Auto- oder LKW-Fahrer wichtig, permanent Frischluft über die eigene Kfz-Lüftung ansaugen zu können und nicht im Abgasstrom zu ersticken.
Bei mit Druckluft belüfteten Tunneln erübrigt sich oft die Installation einer Abluftanlage, da die zugeführte Zuluft die belastete Raumluft über die Tunnelausgänge und Steigschächte ins Freie verdrängt (Verdrängungslüftung).

## Tunnelentlüftung
Die gezielte Entlüftung einer Tunnelanlage dient dem gezielten Abtransport der belasteten Raumluft aus dem Tunnel. Über Steigschächte und Abluftventilatore wird die Raumluft aus dem Tunnel angesaugt und oberirdisch ins Freie geblasen.
Bei mit Unterdruck geführter Lüftung in einer Tunnelanlage wird auf die Zuluftanlage verzichtet, da über die Tunneleingänge die Luft frei nachströmen kann.

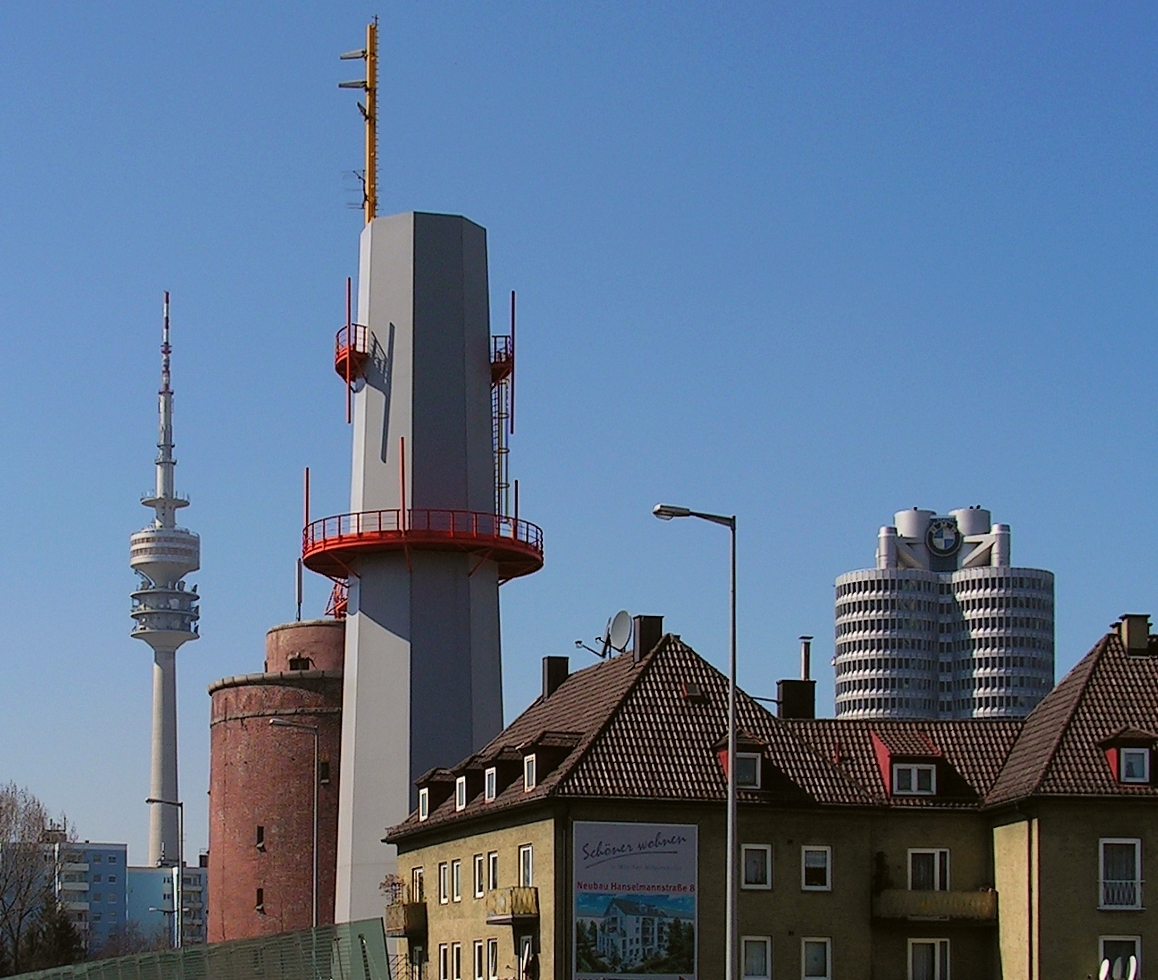
Abluftkamin bei BMW als Tunnelentlüftung

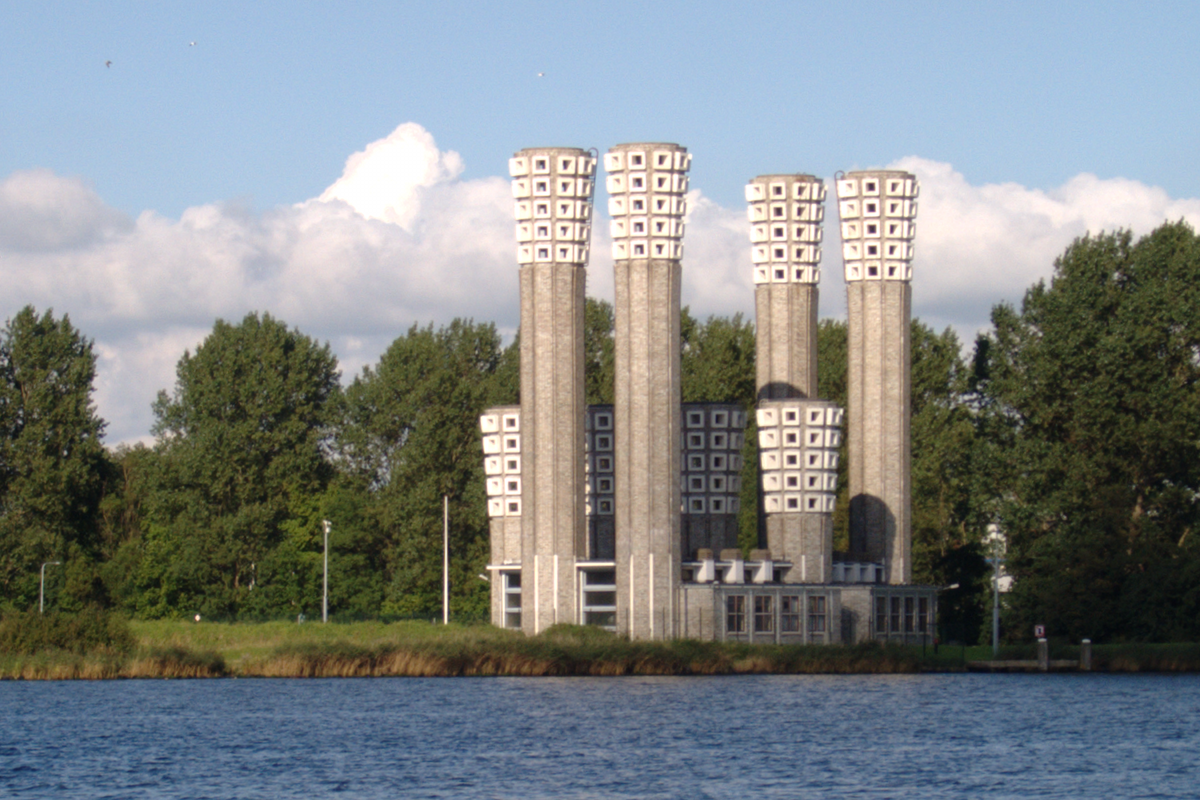
Zu- und Abluftkamine für den Velsertunnel (Niederlande)

## Tunnelentrauchung mit Rauchgasventilatoren
Im Brandfall dienen Rauchgasventilatoren dazu, schnellstmöglich den Rauch, während eines Brandes oder nach einem Brand, aus einer Tunnelanlage abzuführen, um die darin befindlichen Opfer oder das helfende Rettungspersonal vor Rauchvergiftungen zu schützen. Diese Rauchgasventilatoren können direkt im Tunnel, an der Decke/Wand, oder aber als Zuluft- oder Abluftventilatoren am Ein- oder Ausgang der Tunnelanlage montiert sein. Hauptaugenmerk bei dieser besonderen Art von Ventilatoren liegt in der thermischen Beständigkeit und somit in der Zuverlässigkeit auch bei höheren Ablufttemperaturen.

## Tunnelentrauchung über Steigschächte mit Ventilatoren und Klappen
Eine weitere Möglichkeit der Entrauchung von Tunnelanlagen sind Steigschächte. Die Schächte für die Entrauchungsventilatoren werden vorzugsweise auf der Tunneldecke und quer zur Tunnelachse angeordnet, um so alle Brand- und Rauchgase sicher aus dem Tunnel zu entfernen.

## Tunnelähnliche Bauwerke
Die Tunnellüftung gilt in der Gesamtkonzeption auch für Tiefgaragen, Parkhäuser und Garagen und wird durch maschinelle Be-/Entlüftungsanlagen und Rauchabzugssysteme erreicht. Aber auch bei großen Tierfarmen oder der Masthaltung der Tiere in tunnelähnlichen Gebäuden werden die technischen Normen und Erfahrungen der Tunnellüftung für den Eisenbahn- und Autoverkehr berücksichtigt.

## Verordnungen und Normen
- RABT [2003] Richtlinien für die Ausstattung und den Betrieb von Straßentunneln
- VDI 6029 [2000-03] Lufttechnische Anlagen für Straßentunnel
- DIN EN 12101-3 [2002-06] Rauch- und Wärmefreihaltung – Teil 3: Bestimmungen für maschinelle Rauch- und Wärmeabzugsgeräte[2]
- Richtlinie 2004/54/EG Richtlinie über Mindestanforderungen an die Sicherheit von Tunneln im transeuropäischen Straßennetz[3]
- PIARC-Standard Teil 1 / Teil 2
- NFPA 130 – Standard for Fixed Guideway Transit and Passenger Rail Systems[4]
- NFPA 502 – Standard for Road Tunnels, Bridges and Other Limited Access Highways[5]